# Trypanosoma
Trypanosoma (česky také trypanozoma) je zdravotnicky významný rod parazitických prvoků z kmene Euglenozoa, třídy bičivky a řádu trypanozomy. Jejich hostiteli jsou různí obratlovci a přenáší je zejména dvoukřídlý hmyz a ploštice.

## Popis
Trypanozomy jsou heterotrofní organismy, které, podobně jako další Mastigophora, mají charakteristickou stavbu bičíku a podobně jako ostatní Kinetoplastida mají v dlouhé mitochondrii kinetoplast. Buňka trypanozom se může v závislosti na životním cyklu a umístění v rámci hostitelského organismu měnit na tři morfologické typy: trypomastigot, epimastigot a amastigot. Pozice a orientace kinetoplastu je klíčovým znakem, kterým se tyto tři formy dají rozlišit. Zajímavými strukturami v buňce jsou kalcizomy a rezervozomy.

## Významní zástupci
- Trypanosoma brucei – způsobuje onemocnění nagana, přenáší Glossina morsitans
- Trypanosoma cruzi – Chagasova choroba, přenáší tropické krevsající ploštice
- Trypanosoma gambiense – spavá nemoc, přenáší Glossina gambiense